# Verona (Dakota Północna)
Verona – miasto w Stanach Zjednoczonych, w stanie Dakota Północna, w hrabstwie LaMoure.